# Nólsoyar kirkja
Nólsoyer kirkja er en kirke på Færøerne i bygden Nólsoy på øen Nólsoy. Kirken blev er bygget i 1863 og er opført af sten, beklædt med lodrette brædder med skifertag. Fundamentet er sten. Den er hvidmalet og har en tagrytter i vestenden, med pyramidespir. Øverst på spiret er der anbragt en vindfløj med 1863. Vindskeder, vinduer på sydsiden og 6 på nordsiden) er grønmalede. I gavlen og først på nordsiden er døre.
Over indgangsdøren hænger et gipsrelief: Jesus velsigner børnene.
Kirkerummet er dækket af et fladt tøndehvælv.
Altertavlen er en kopi efter A. Dorph: " Jesus hos Martha og Maria" malet af Chr. Holm-Isaksen.
Krucifikset er en kopi af det i Viðareiðis kirkja udført af Poul Joensen.
Døbefonten er tikantet og af træ. Resten af inventaret er stort set fra kirkens opførelse.

## Kirkens historie
Kirken, der står på Kirkjutangur, blev bygget i 1863. I 1863 lavede Niels Lassen Arge, søn af Andras á Argir, overdækningen af den nye kirke. Den ældste bror, Mortan Andrasson, stod for byggeriet. Niels laver alt jernarbejdet selv.
Der er ingen dokumenteret tegning af kirken. Dokumenter viser, at amtmand Peter Holten, lod provst
Andreas Djurhuus bestemme, hvordan kirken skulle se ud indvendigt.
Arbejdet tager 78 dage, og da kirken endelig er færdig, indvier Andreas Djurhuus kirken den 2. august 1863.